# Sharon Hambrook
Sharon Hambrook, née le 28 mars 1963 à Calgary, est une pratiquante de natation synchronisée canadienne.

## Palmarès
Sharon Hambrook évolue en duo avec Kelly Kryczka. Le duo est sacré champion du monde en 1982. Une médaille d'or par équipe est aussi conquise dans cette compétition. Elle est ensuite médaillée d'argent en solo aux Jeux panaméricains de 1983.
Sharon Hambrook et Kelly Kryczka sont vice-championnes olympiques en duo aux Jeux olympiques de 1984 se tenant à Los Angeles.